# Kasper Schmeichel
Kasper Peter Schmeichel (Copenhague, 5 de noviembre de 1986) es un futbolista danés que juega de portero en el Celtic F. C. de la Scottish Premiership y en la selección de Dinamarca. Es hijo de Peter Schmeichel, quien fue portero del Manchester United y la selección danesa.

## Trayectoria
Nació en Copenhague, pero pasó la mayoría de su vida en Mánchester, Inglaterra, ya que su padre desarrolló gran parte de su carrera deportiva en el fútbol inglés tras pasar por el Manchester United, Aston Villa y retirarse en el Manchester City en 2003. El joven Kasper ingresó en el City en 2002. En enero de 2006 fue cedido al Darlington FC de la Football League Two, con un contrato que se fue ampliando semana a semana. En el mes de febrero fue cedido al Bury FC de la misma liga, en esta ocasión, el contrato fue de tres meses. El guardameta fue cedido nuevamente al mismo club para el inicio de la siguiente temporada. En enero de 2007 fue cedido al Falkirk escocés, donde permaneció hasta el fin de temporada.
En 2007 realizó la pretemporada con el City y disputó las primeras jornadas de la Premier League, realizando unas notables actuaciones. Debutó frente al West Ham United y disputó su primer derbi frente a los rivales del United el 19 de agosto, dejando su portería a cero y ganando al United 1-0. Poco después, el 25 de agosto se enfrentó a otro de los grandes, el Arsenal en el Emirates y paró un penalti a Robin van Persie, pero no pudo evitar la derrota por 1-0. En total, disputó los primeros siete partidos del City en esa temporada de la Premier y encajó cinco goles. A pesar de su excelente comienzo de temporada, el City decidió confiar en Andreas Isaksson y Joe Hart, por lo que tuvo que emigrar cedido al Cardiff City de Championship (segunda división inglesa). El jugador regresó al Manchester City en enero de 2008, dando por finalizada la cesión al equipo galés.
El 13 de marzo de 2008 fue cedido al Coventry City para disputar la recta final del campeonato. En la temporada 2008-09 fue el habitual guardameta suplente del Manchester City, participando únicamente en tres encuentros.
El 15 de agosto de 2009, al ver las pocas posibilidades que tenía en el Manchester City, decidió unirse al proyecto del Notts County en League Two, equipo en el que Sven Goran Eriksson era director deportivo y acabaron logrando el ascenso de categoría. El 28 de mayo de 2010, fue traspasado al Leeds United, club que había ascendido a Championship.
En junio de 2011 firmó por el Leicester City que dirigía el ya mencionado Eriksson, donde se consolidaría como una de las grandes estrellas del club. Tras tres temporadas en el club, logró el ascenso a la Premier League en 2014. Se proclamó campeón de dicha competición en la campaña 2015-16, jugando todos los minutos de las 38 jornadas. En la temporada 2016-17 debutó en Liga de Campeones, siendo uno de los jugadores más determinantes del equipo durante todo el torneo y, en especial, en la ronda de octavos de final ante el Sevilla al detener dos lanzamientos de penalti (uno en la ida y otro en la vuelta) que permitieron eliminar al conjunto español. El guardameta danés fue elegido MVP de la jornada de vuelta de los octavos de final.
En 2018 estuvo nominado, junto a Courtois y Lloris, en los premios The Best de la FIFA al mejor guardameta del año.
El 28 de diciembre de 2021 detuvo un penalti a Mohamed Salah, además de realizar otras intervenciones, siendo elegido como jugador del partido en la victoria frente al Liverpool F. C.
El 3 de agosto de 2022 se marchó del club después de once años para jugar en el O. G. C. Niza. En ese periodo de tiempo ganó una Premier League, una FA Cup y una Community Shield, llegó a ser el capitán y disputó 479 partidos, siendo el tercer jugador que más veces había vestido la camiseta del Leicester City. En el conjunto francés participó en 46 encuentros antes de rescindir su contrato el 1 de septiembre de 2023. Cuatro días después firmó con el R. S. C. Anderlecht por una temporada más otra opcional. Completó la primera de ellas y en julio de 2024 regresó al Reino Unido para jugar en el Celtic F. C.

## Selección nacional
En septiembre de 2004 debutó con la selección de Dinamarca sub-19 en un partido ante Irlanda del Norte. En noviembre de 2007, cuando era guardameta de la selección sub-21, fue galardonado con el premio al mejor talento sub-21 danés.
En agosto de 2007, tras las grandes sensaciones que dejaba Kasper en la Premier League y la crisis de guardametas en el fútbol inglés, la Federación inglesa investigó el estatus internacional de Kasper para comprobar si el joven meta podría jugar con la selección nacional de Inglaterra. Sin embargo, Kasper rechazó la posibilidad de jugar con Inglaterra y recalcó que sólo deseaba hacerlo con Dinamarca.
Kasper entró en la lista de convocados para disputar la Eurocopa 2012 debido a la lesión del portero Thomas Sørensen, si bien no llegó a debutar en la competición. Este acontecimiento se produciría en febrero de 2013, en un partido contra Macedonia. Su debut en partido oficial se produjo contra Malta, en las clasificatorias para la Copa Mundial de Fútbol de 2014, en octubre de 2013. En marzo de 2014 jugó su tercer compromiso, en esta ocasión, ante Inglaterra en Wembley.
Fue convocado para el Mundial de Rusia de 2018, siendo elegido como guardameta titular para la disputa del torneo. Schmeichel batió el récord de tiempo sin recibir un gol en la selección danesa, superando el registro de su propio padre. Tuvo una destacada actuación contra Croacia en octavos de final, deteniendo un penalti a Luka Modrić en los últimos minutos de la prórroga y dos penaltis más en la tanda, que no resultaría ser suficiente para conseguir el pase de Dinamarca; Kasper fue nombrado jugador del partido.

### Participaciones en Copas del Mundo
| Copa              | Sede  | Resultado        | Partidos | Goles |
| ----------------- | ----- | ---------------- | -------- | ----- |
| Copa Mundial 2018 | Rusia | Octavos de final | 4        | 0     |
| Copa Mundial 2022 | Catar | Primera fase     | 3        | 0     |

### Participaciones en Eurocopas
| Copa          | Sede     | Resultado        | Partidos | Goles |
| ------------- | -------- | ---------------- | -------- | ----- |
| Eurocopa 2020 | Europa   | Semifinales      | 6        | 0     |
| Eurocopa 2024 | Alemania | Octavos de final | 4        | 0     |

## Estadísticas

### Clubes
Actualizado al último partido disputado el 5 de febrero de 2025.
| Club | Div.          | Temporada     | Liga  | Liga  | Copas nacionales(1) | Copas nacionales(1) | Torneos internacionales(2) | Torneos internacionales(2) | Total | Total |
| Club | Div.          | Temporada     | Part. | Goles | Part.               | Goles               | Part.                      | Goles                      | Part. | Goles |
| --- | ------------- | ------------- | ----- | ----- | ------------------- | ------------------- | -------------------------- | -------------------------- | ----- | ----- |
| Darlington F. C. Inglaterra | 4.ª           | 2005-06       | 4     | 0     | 0                   | 0                   | —                          | —                          | 4     | 0     |
| Bury F. C. Inglaterra | 4.ª           | 2005-06       | 15    | 0     | 0                   | 0                   | —                          | —                          | 15    | 0     |
| Bury F. C. Inglaterra | 4.ª           | 2006-07       | 14    | 0     | 0                   | 0                   | —                          | —                          | 14    | 0     |
| Bury F. C. Inglaterra | Total club    | Total club    | 29    | 0     | 0                   | 0                   | 0                          | 0                          | 29    | 0     |
| Falkirk F. C. Escocia | 1.ª           | 2006-07       | 15    | 0     | 3                   | 0                   | —                          | —                          | 17    | 0     |
| Manchester City F. C. Inglaterra | 1.ª           | 2007-08       | 7     | 0     | 0                   | 0                   | —                          | —                          | 7     | 0     |
| Cardiff City F. C. Gales | 2.ª           | 2007-08       | 14    | 0     | 0                   | 0                   | —                          | —                          | 14    | 0     |
| Coventry City F. C. Inglaterra | 2.ª           | 2007-08       | 9     | 0     | 0                   | 0                   | —                          | —                          | 9     | 0     |
| Manchester City F. C. Inglaterra | 1.ª           | 2008-09       | 1     | 0     | 1                   | 0                   | 1                          | 0                          | 3     | 0     |
| Manchester City F. C. Inglaterra | Total club    | Total club    | 8     | 0     | 1                   | 0                   | 1                          | 0                          | 10    | 0     |
| Notts County F. C. Inglaterra | 4.ª           | 2009-10       | 43    | 0     | 6                   | 0                   | —                          | —                          | 49    | 0     |
| Leeds United F. C. Inglaterra | 2.ª           | 2010-11       | 37    | 0     | 2                   | 0                   | —                          | —                          | 40    | 0     |
| Leicester City F. C. Inglaterra | 2.ª           | 2011-12       | 46    | 0     | 6                   | 0                   | —                          | —                          | 52    | 0     |
| Leicester City F. C. Inglaterra | 2.ª           | 2012-13       | 48    | 0     | 5                   | 0                   | —                          | —                          | 53    | 0     |
| Leicester City F. C. Inglaterra | 2.ª           | 2013-14       | 46    | 0     | 5                   | 0                   | —                          | —                          | 51    | 0     |
| Leicester City F. C. Inglaterra | 1.ª           | 2014-15       | 24    | 0     | 0                   | 0                   | —                          | —                          | 24    | 0     |
| Leicester City F. C. Inglaterra | 1.ª           | 2015-16       | 38    | 0     | 2                   | 0                   | —                          | —                          | 40    | 0     |
| Leicester City F. C. Inglaterra | 1.ª           | 2016-17       | 30    | 0     | 3                   | 0                   | 8                          | 0                          | 41    | 0     |
| Leicester City F. C. Inglaterra | 1.ª           | 2017-18       | 33    | 0     | 2                   | 0                   | —                          | —                          | 35    | 0     |
| Leicester City F. C. Inglaterra | 1.ª           | 2018-19       | 38    | 0     | 0                   | 0                   | —                          | —                          | 38    | 0     |
| Leicester City F. C. Inglaterra | 1.ª           | 2019-20       | 38    | 0     | 6                   | 0                   | —                          | —                          | 44    | 0     |
| Leicester City F. C. Inglaterra | 1.ª           | 2020-21       | 38    | 0     | 4                   | 0                   | 6                          | 0                          | 48    | 0     |
| Leicester City F. C. Inglaterra | 1.ª           | 2021-22       | 37    | 0     | 2                   | 0                   | 14                         | 0                          | 53    | 0     |
| Leicester City F. C. Inglaterra | Total club    | Total club    | 416   | 0     | 35                  | 0                   | 28                         | 0                          | 479   | 0     |
| O. G. C. Niza Francia | 1.ª           | 2022-23       | 36    | 0     | 1                   | 0                   | 9                          | 0                          | 46    | 0     |
| R. S. C. Anderlecht · Bélgica | 1.ª           | 2023-24       | 31    | 0     | 1                   | 0                   | —                          | —                          | 32    | 0     |
| Celtic F. C. Escocia | 1.ª           | 2024-25       | 25    | 0     | 5                   | 0                   | 9                          | 0                          | 39    | 0     |
| Total carrera | Total carrera | Total carrera | 668   | 0     | 54                  | 0                   | 47                         | 0                          | 769   | 0     |
| (1) Incluye datos de la Copa de Escocia, FA Cup, Copa de Francia, Copa de Bélgica, Copa de la Liga de Inglaterra, Community Shield y Copa de la Liga de Escocia. (2) Incluye datos de la Copa de la UEFA, Liga de Campeones, Liga Europa y Liga Europa Conferencia. |               |               |       |       |                     |                     |                            |                            |       |       |

## Palmarés

### Campeonatos nacionales
| Título                       | Club                 | País       | Año  |
| ---------------------------- | -------------------- | ---------- | ---- |
| Football League Championship | Leicester City F. C. | Inglaterra | 2014 |
| Premier League               | Leicester City F. C. | Inglaterra | 2016 |
| FA Cup                       | Leicester City F. C. | Inglaterra | 2021 |
| Community Shield             | Leicester City F. C. | Inglaterra | 2021 |
| Copa de la Liga de Escocia   | Celtic F. C.         | Escocia    | 2025 |
| Scottish Premiership         | Celtic F. C.         | Escocia    | 2025 |

### Distinciones individuales
| Distinción                                  | Año              |
| ------------------------------------------- | ---------------- |
| Talento danés del año (sub-21)              | 2007             |
| Jugador del mes de la League Two: octubre   | 2009             |
| PFA Fans - Jugador del año en League Two    | 2010             |
| Elegido en el equipo PFA del año            | 2010, 2013, 2017 |
| Jugador danés del año                       | 2016             |
| Jugador del año del Leicester City          | 2012, 2017       |
| Mejor jugador del partido Dinamarca-Croacia | 2018             |
| Tercer mejor guardameta en The Best FIFA    | 2018             |